# HMS Dreadnought (S101)
HMS Dreadnought (S101) foi o primeiro submarino de propulsão nuclear da Marinha do Reino Unido (Royal Navy).

## História
O navio teve o seu casco construído pelo estaleiro Vickers Ltd, em Barrow-in-Furness, e os reatores foram fabricados nos Estados Unidos pela Westinghouse Electric Corporation. Foi ao mar em 21 de outubro de 1960 no dia em que é comemorado o Trafalgar Day pela Inglaterra. A madrinha do submarino foi a rainha Elizabeth II. Saiu de operações em 1980 e permanece docado na base Rosyth Dockyard, Escócia, até que possa ser desmontado em definitivo, em função ao processo de descontaminação.